# Alta Val d'Elsa
Per Alta Val d'Elsa si intende quella parte della Valdelsa ricadente in Provincia di Siena e situata all'interno dei comuni di:
- Casole d'Elsa
- Colle di Val d'Elsa
- Monteriggioni
- Poggibonsi
- Radicondoli
- San Gimignano

La Bassa Valdelsa si trova invece in provincia di Firenze ed ha come capoluogo Empoli.

## Storia

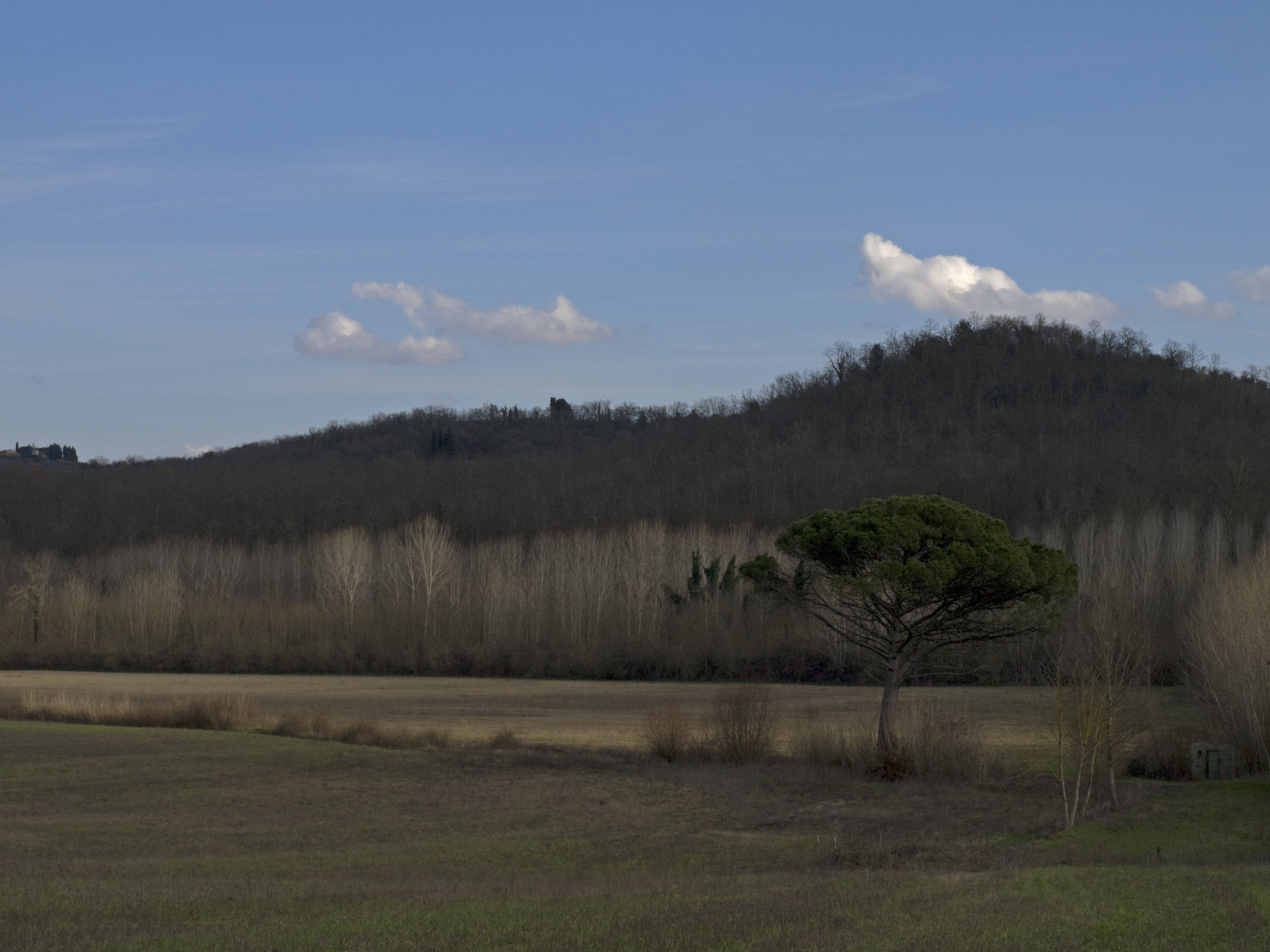

Lo sviluppo delle città ricomprese nel territorio dell'Alta Valdelsa (e principalmente di Colle di Val d'Elsa, Poggibonsi e San Gimignano) comincia nel Medioevo.
Tutto il territorio era interessato al passaggio della Via Francigena e delle sue varianti. Molti potentati, civili ma soprattutto ecclesiastici, hanno, nel corso del tempo fatto valere i loro diritti, più o meno legittimi, sulle terre (e quindi di conseguenza sulle ricchezze che l'attraversamento dell'autostrada medioevale per Roma poteva garantire) di questi luoghi.
Nel caso di Colle di Val d'Elsa, influirono anche altri fattori, come l'abbondanza di acque che, provenienti dall'Elsa e opportunamente incanalate nelle Gore, fornivano energia motrice a bassissimo costo alle varie attività stimolando (e continuando a favorirlo nel corso dei secoli) lo sviluppo economico.
Zona di confine tra le potenze toscane dell'epoca, Firenze e Siena, è stata spesso teatro di guerre tra le opposte fazioni con tutto quello che una guerra portava con sé: morte, distruzioni, alleanze, intrighi.
È del 1199 la Guerra di Casaglia che, per motivi di confini e di dominio sul territorio, vide le truppe di Colle e San Gimignano lottare contro Poggibonsi, fino a che non furono rivisti e stabiliti scrupolosamente confini e domini.
Nel 1269 si svolse invece la più cruenta Battaglia di Colle che vide contrapposte Colle e Firenze contro Siena, con la bruciante sconfitta di quest'ultima.
Sviluppatesi in modo più o meno definitivo le identità delle varie realtà locali, le città dell'Alta Valdelsa hanno continuato a svilupparsi ed affermarsi.
Soprattutto i due centri maggiori, Colle di Val d'Elsa e Poggibonsi (ed in misura minore anche San Gimignano), hanno avuto uno sviluppo industriale di livello nazionale ed internazionale, tanto da affermarsi come centri di eccellenza: basti pensare alla produzione del Cristallo a Colle di Val d'Elsa, nonché a quella dei camper in quel del territorio di Poggibonsi (e zone limitrofe)